# Luxilus pilsbryi
Luxilus pilsbryi är en fiskart som först beskrevs av Fowler, 1904.  Luxilus pilsbryi ingår i släktet Luxilus och familjen karpfiskar. Inga underarter finns listade i Catalogue of Life.